# Tamban
Tamban is een bestuurslaag in het regentschap Tulungagung van de provincie Oost-Java, Indonesië. Tamban telt 3379 inwoners (volkstelling 2010).